# Hatchia carinata
Hatchia carinata är en skalbaggsart som beskrevs av Park och Wagner 1962. Hatchia carinata ingår i släktet Hatchia och familjen kortvingar. Inga underarter finns listade i Catalogue of Life.